# Мария Капон
Мария Василева Капон е български политик от Единна народна партия, по професия икономист, народен представител в XL народно събрание, XLV народно събрание и XLVI народно събрание.

## Биография
Мария Капон е родена на 8 април 1969 в град Пловдив. Завършила е средното си образование в Езикова гимназия „Георги Кирков“ (випуск 1988 г.), с УПК – Математическа гимназия „Акад. Кирил Попов“ (1987 – 1988 г.) в Пловдив. Дипломира се като икономист, специалност „Продуктов маркетинг“ в университета „Лудвиг Максимилиан“ в Мюнхен, Германия.
Специализира по специалностите „Проучване на пазари и панаирен маркетинг“ в Германия, Япония, Франция; „Експорт-импорт в азиатските страни“ в Шри Ланка; „Панаирен маркетинг и строителство“ във Великобритания; „Медии и продуктов ПР“ в Германия, специализира в Департамента за политически науки „Джон Ф. Кенеди“ към Харвардския университет в САЩ и Международната програма за политически лидери към Държавния департамент на САЩ.
Мария Капон работи като организатор в отдел „Нови пазари“, дирекция „Маркетинг“ – 1994 – 1996 г. и началник отдел „Строителство на панаири в чужбина“ – 1996 – 1997 г. в „Международен панаир“ ЕАД – Пловдив. Изпълнителен директор на „Фернет България“ ООД, гр. Пловдив, 1997 – 2005 и от 2009 г.
Депутат в XL народно събрание, евродепутат, председател на Единна народна партия.
Депутат в XLV народно събрание и XLVI народно събрание от листата на коалиция „Изправи се! Мутри вън!“ (коалицията се преименува на „Изправи се БГ! Ние идваме“ в XLVI НС) в Пловдив.
Капон владее писмено и говоримо френски, английски, немски, испански и руски език.

## Политическа дейност
Член на Демократическата партия от 1992 г.
Народен представител в XL народно събрание от листата на коалиция „ОДС“. От ноември 2005 г. – независим народен представител. Член на Временна комисия по европейски въпроси (14 юли 2005 – 24 август 2005), на Комисията по бюджет и финанси на НС (24 август 2005 – 25 юни 2009) и на Подкомисията по отчетност на публичния сектор към комисията (26 април 2007 – 25 юни 2009). Наблюдател в Европейския парламент (26 август 2005 – 31 декември 2006), председател на българската делегация в групата на ЕНП-ЕД, член на Икономическа комисия (ECON) в Европейския парламент (26 септември 2005 – 31 декември 2006) и член на временната комисия за проверка на нелегални затвори на ЦРУ към Европейския парламент.
В края на 2005 декларира, съгласно изискванията на закона, че притежава дялове в недвижими имоти и фирми и заедно със съпруга си разполага с валута на стойност 3 676 945 лева. Това я прави най-богата сред политиците в Народното събрание за годината.
Член на Върховния партиен съвет на Демократическата партия от 2000 до декември 2006 г. Заместник-председател на Демократическа партия до 2007 г., като активно участва в работата на бюрото на Европейската народна партия.
Учредител и член на Управителния съвет на сдружение Европейски демократичен път (2006 – 2009 г.).
Одитор на Съюз на малките и средни предприятия към Европейската народна партия – 2007 – 2009 г. Заместник-председател на Групата за предприемачи-жени към Съюза за малките и средни предприятия към Европейската народна партия – 2007 – 2009 г.
В края на 2007 г. е член на Инициативния комитет за учредяване на Единната народна партия, на която става председател на 16 февруари 2008 г.
През 2021 г. Мария Капон е избрана за народен представител в XLV народно събрание от 16 МИР Пловдив (град) от листата на коалиция „Изправи се БГ! Ние идваме!“. На изборите на 11 юли Мария Капон е избрана за народен представител в XLVI народно събрание от 16 МИР Пловдив (град) от листата на коалиция „Изправи се БГ! Ние идваме!“. Избрана е за член на Комисия по бюджет и финанси, Комисия по културата и медиите, Постоянно действаща подкомисия за контрол на публичните средства към Комисия по бюджет и финанси , Временна комисия за изработване на проект на Правилник за организацията и дейността на Четиридесет и шестото народно събрание, Временна комисия „Магнитски“, както и на Делегация в Парламентарната асамблея по франкофония към XLVI народно събрание. В XLV народно събрание Мария Капон е член на Комисия по бюджет и финанси.

## Парламентарна дейност
За четири години в XL народно събрание Мария Капон внася над 90 законопроекта и постава близо 200 питания и актуални въпроси в рамките на парламентарния контрол. Част от внесените от нея законопроекти са свързани с:
Граждански контрол и участие във властта – въвеждане на преференциален вот в пропорционалните листи за народни представители; определяне на принципите и формите за пряко гражданско участие в решаването на местни и общонационални въпроси, чрез референдуми.
Правата ни на граждани и потребители – намаляване на акцизните ставки на електроенергията, моторните превозни средства и кафето; удължаване с 6 месеца срокът, в който притежателите на лихвоточки могат да докажат правата си и да получат справедлива компенсация за изгубените си спестявания за жилище. По предложение на Мария Капон от 1 юли 2008 г. „Държавен вестник“ да се публикува безплатно в интернет. Настоява за ясен регламент на отговорностите на издателите и на държателите на банкови карти; връщане на практиката заявленията в Търговския регистър да се внасят от адвокати с адвокатско пълномощно или от други лица с нотариално заверено пълномощно, с цел избягване на злоупотреби; мерки за ефективна помощ от страна на българските дипломатически представителства в чужбина за български граждани в извънредни ситуации; забрана на преработката на метални руди и производството на метали от концентрат, чрез прилагане на цианиди и др.
За по-добри доходи и бизнес среда – въвеждане на „плоския данък“ за физическите лица (при запазване на необлагаемия доход за най-бедните) и за бизнеса, както и намаляване на данък дивидент; настоява за кратки срокове (15 дни) за връщане на ДДС на шивашките предприятия, за да се повиши конкурентоспособността им; работи за премахване на ДДС за нотариуси, адвокати и частни съдебни изпълнители, което завишаваше крайната цена към техните клиенти; противопоставя се на предложението за налагане на ДДС върху книгоиздаването и книгоразпространението; води битка за диференцирана ставка на ДДС – от 7% – за книги, бизнес-инициативи на хора с увреждания и туристически услуги.
През 2005 г. Мария Капон открива в Пловдив единствената приемна на народен представител, която работи целогодишно, всеки работен ден от седмицата.
По време на дейността на XLVI народно събрание Мария Капон е вносител на 25 законопроекта и решения
Подкрепя и проектите за създаването на следните временни комисии в XLVI народно събрание – „Магнитски“, „Комисия за полицейското насилие и подслушване на протестиращите граждани“, „Росенец“, „Ревизия“.
Инициира следните изслушвания по време на парламентарен контрол.

## Операция „Чисти ръце“
На 10 април 2008 г., по време на вота на недоверие срещу правителството на Сергей Станишев, Мария Капон предлага провеждането на Операция „Чисти ръце“ – срещу срастването на мафията и олигархията с властта в държавата. Тогава от парламентарната трибуна тя заявява, че това е начинът да се противопоставим на корупцията и реално да върнем държавата на гражданите.
В рамките на операцията е наложено закриването на безмитните магазини и безмитната търговия на сухопътната граница, заради увеличените контрабандни потоци. Предложени са промени в Закона за съдебната власт и НПК за въведеждане на мобилност на прокурорите и ограничаване на възможностите за злоупотреба с право при неявяване на адвокати, както и промени в Закона за обществените поръчки, с цел ограничеване на корупционните практики при провеждането им. Повдигнат е открито въпроса за финансовото ощетяване на държавата чрез фалшифициране на бандероли за цигари и алкохол, както и за кражбите при приватизацията на болниците (предложени промени в Закона за приватизация и следприватизационен контрол). По предложение на Мария Капон е въведено облагане с данък при сделката (т.е. в България) на продажбата на активи или дялове от страна на офшорни компании, както и забрана за достъп до публични средства – общински, държавни, европейски – на офшорни фирми и български фирми с офшорен капитал.

## Граждански инициативи
Като лидер на ЕНП на 14 януари 2010 г. Мария Капон е сред организаторите на националния протест „България не е БИГ БРАДЪР!“ срещу промените в Закона за електронните съобщения, които ограничават тайната на кореспонденцията.
През февруари 2010 г. настоява президентът да наложи вето върху законопроекта за ГМО и участва в протестите срещу безконтролното отглеждане на генно-модифицирани организми на територията на България.
През септември 2010 г. започва кампания за провеждане на национален референдум за изравняване на субсидиите на българските земеделски производители с тези на „старите страни-членки“.
През януари 2012 г. се включва в протестите срещу търговското споразумение за борба с фалшифицирането – АСТА, заради възможността за въвеждане на рестриктивни ограничения в ползването на интернет.
Отявлен противник на АЕЦ „Белене“, поради „разграбване на страната“, „остаряла технология, която е от 1992 година“, и „енергийна зависимост от Русия“. През януари 2013 г. Единната народна партия учредява Инициативен комитет „Беля НЕ“ и участва в първия национален референдум, като застъпник на алтернативната позиция срещу изграждането на централата.